# Hans Hollestelle
Theodorus Johannes (Hans) Hollestelle (Den Helder, 24 augustus 1945) is een Nederlands gitarist en arrangeur.

## Biografie
Zijn vader was de klassieke zanger, bas- bariton David Hollestelle. Toen Hans drie jaar was verhuisde hij met het gezin naar Hilversum, zodat zijn vader dichter bij de radiostations zou zitten. Op zesjarige leeftijd kreeg hij pianoles en op 13-jarige leeftijd begon hij met gitaar omdat hij Bird dog en Wake up little Suzy hoorde van The Everly Brothers en later Shazam van Duane Eddy en ook The Shadows met Apache. Hij experimenteerde met zelfgebouwde elektrische gitaren in die tijd.
Hij kreeg klassiek gitaarles van Ries de Hilster en zat op het conservatorium "Het Muzieklyceum" te Hilversum en haalde zijn staatsexamendiploma's in 1966 en in 1968 te 's-Gravenhage. In de tussentijd leerde hij zichzelf akkoorden en speelde rock-'n-roll in een schoolbandje, Peter and his Dynamites, daarna The Flying Arrows en vervolgens The Torero's. Deze band trad veel op in de jaren 1961-1967. Op 6 juni 1964 speelden The Torero's in het voorprogramma van The Beatles in Blokker. In 1967 vielen The Torero's uiteen omdat de broers Hans en Jan Hollestelle veelgevraagde studio-muzikanten werden. In 1969 moest Hans zestien maanden in militaire dienst, maar hij kon gitaar blijven studeren.

## Jaren 70 en verder
In 1970 speelden Hans en Jan allebei in de Nederlandse versie van de musical Hair. Daarna speelde Hans in Ekseption. Nadat Ekseption in 1975 een pauze inlaste, kwam hij met broer Jan in de groep Spin. Na twee albums viel deze groep door muzikale meningsverschillen uiteen. In 1977 zat hij in de Rainbow Train van Hans Vermeulen. Hij maakte in die tijd het album Solo Mortale samen met Ilja Gort als Beaugarde. In 1980 zat hij in Robinson Cruiser met Robin Lent (zang), broer Jan (basgitaar) en Tommy Bachman (drums).
In 1974 was hij begonnen met arrangeren. Zijn eerste arrangement was Miss Wonderful van Wally Tax en daarna arrangeerde hij nog twee albums voor Tax. Vanaf toen werd hij een veelgevraagd arrangeur-gitarist en werkte aan succesalbums van Stars on 45, Mouth & MacNeal, Anita Meyer, Lee Towers, Koot en Bie, Theo en Thea, Bolland en Bolland, Peter Koelewijn, Robert Long, Grant and Forsyth, The Cats, B.Z.N., Tol en Tol, Jan Keizer, Golden Earring (strijkers en blazers), Bert Heerink, Boudewijn de Groot en Jan Smit.
Vanaf 1983 maakte hij veel commercials met Ilja Gort. Hij won een prijs voor de compositie van een commercial van het Algemeen Dagblad en maakte vele commercials met Jaap Eggermont, de producer die Stars on 45 produceerde, waarop Hans alle gitaren speelt (behalve de Stevie Wonder-medley) en hij de bekende handclaps deed.
In 1981 kwam hij terug bij Hans Vermeulen en de Sandy Coast en trad veel op. In 1983 toerde Hollestelle met Boudewijn de Groot door de theaters in vooral België en speelde hij mee op het album Maalstroom`. In 1996 arrangeerde hij het nummer 'Een wonderkind van 50' en speelde hij de gitaarsolo op Avond.
Toen de platenbusiness kleinschaliger werd, nam hij hoofdzakelijk thuis op in zijn eigen studio.

Sinds 2001 heeft hij een hobbyband Flight 505 en samen met zanger-componist Peter Vermey de band Arties Curtain Climbers. De laatste jaren maakt hij ook deel uit van the Rockets, de band van Peter Koelewijn.

## Persoonlijk
In 1983 ontmoette Hollestelle de violiste Judy Schomper. Ze trouwden, en kregen twee kinderen. Eerder was hij gehuwd met Martha Pendleton (Rainbow Train).

## Trivia
De familie Hollestelle heeft meer muzikanten voortgebracht. Hans stamt af van Jan Hollestelle broer van Willem Hollestelle (1848-1895), die voorvader is van Conny Hollestelle (1937-2002) en haar broer Peter Hollestelle. Een jongere broer van Hans en Jan, David, was als gitarist lange tijd lid van The Wild Romance, de band rondom Herman Brood.